# 勐平区
勐平区，是缅甸佤邦勐波县下辖的一个区。
勐平是佤邦的主要产粮区之一，自然资源和矿产资源丰富。

## 区名
勐平区佤文名见诸活动报道有和两种。

## 地理
勐平区位于勐波县东部，西接贺岛区和勐嘎区，东临緬甸撣邦東部第四特區色勒县，南接缅甸中央政府控制区勐养县勐养镇区，北邻中國云南省普洱市孟连傣族拉祜族佤族自治县、澜沧拉祜族自治县。

## 行政区划
勐平区下辖6乡，共计66个村：
- 街道乡：七村
- 贺信乡（Eung' Heu Sing）：团结村、农海村、到邦村、养坎村、南特村、回社村、糯国村（Yang Nawng Kawx）、改新村
- 课松乡（Eung' Kho Song）[3][4]：南景村、二村、永格五村、勐队村
- 东弄乡（Eung' Tong Nong）[5][6]
- 老勐平乡：
- 邦沙扎乡（Eung' Pang Sa Jax）：邦古村、热水塘村[7]

## 民族
勐平区人口约1.8万，有佤族、阿卡族、傣族、汉族、拉祜族、布朗族、苗族、崩龙族、彝族、阿克族、回族、缅族共12个民族。